# Pentopetia mollis
Pentopetia mollis är en oleanderväxtart som beskrevs av Jumelle och Perrier. Pentopetia mollis ingår i släktet Pentopetia och familjen oleanderväxter. Inga underarter finns listade i Catalogue of Life.